# Neoidioscopus chingmeius
Neoidioscopus chingmeius är en insektsart som beskrevs av Huang och Maldonado-capriles 1992. Neoidioscopus chingmeius ingår i släktet Neoidioscopus och familjen dvärgstritar. Inga underarter finns listade i Catalogue of Life.